# Somnologia
Somnologia (łac. somnus – sen, logos – nauka) – dziedzina nauki zajmująca się fizjologią snu, zachowaniami związanymi ze snem, następstwami braku snu i zaburzeń snu w przypadkach indywidualnych oraz konsekwencjami zaburzeń snu dla ogółu populacji pod względem zdrowia, wydajności, bezpieczeństwa i jakości życia. Termin medycyna snu  jest częściej stosowany zamiast somnologii, choć medycyna snu jest w rzeczywistości podzbiorem somnologii. Medycyna snu jest zatem dziedziną kliniczną, która zajmuje się diagnozą i terapią indywidualną osób cierpiących z powodu zaburzeń snu.

## Grupy zaburzeń snu
Według Międzynarodowej Klasyfikacji Zaburzeń Snu (ICSD-2, 2005) wyróżnia się następujące grupy zaburzeń snu:
1. bezsenność
2. zaburzenia oddychania w czasie snu
3. hipersomnię pochodzenia ośrodkowego (niepochodzące z innych zaburzeń snu)
4. zaburzenia rytmu dobowego
5. parasomnię
6. zaburzenia ruchowe podczas snu
7. objawy izolowane, warianty normy i zagadnienia nierozstrzygnięte
8. inne zaburzenia snu (związane z innymi chorobami somatycznymi i psychicznymi)[2]

Najnowsza wersja klasyfikacji (ICSD-3, 2014) wprowadziła pewne zmiany, a mianowicie:
1. bezsenność
2. zaburzenia snu związane z oddychaniem
3. hipersomnię pochodzenia centralnego
4. zaburzenia dobowego rytmu snu i czuwania
5. parasomnię
6. zaburzenia ruchu w czasie snu[3]

## Geneza
Historia snu i zaburzeń snu została zarejestrowana i poddana do użytkowania w starożytności. Hipokrates wymienia zaburzenia snu w swoich pismach, starożytnym Egipcie a opium stosowane w leczeniu bezsenności, niektóre zapamiętane marzenia senne, jak sny odzwierciedlają stan cielesny człowieka. Jednak pomimo tych wczesnych doniesień o śnie i jego zaburzeniach, poważne badania snu rozpoczęły się po wynalezieniu elektroencefalogramu (EEG) w 1929 roku. Fazy snu zostały ustalone w 1936 roku przez Harveya i Loomisa, a pierwszych opisów fal delta i theta dostarczyli Walter i Dovey. Bezdech senny został zidentyfikowany w 1965 roku. W 1970 roku pierwsze kliniczne laboratorium snu powstało na Uniwersytecie Stanforda. Pierwszy aktygraf został wynaleziony w 1978 roku przez Krupkego.
Komisja Egzaminacyjna Stowarzyszenia Centrum Zaburzeń Snu, która obecnie znajduje się w American Academy of Sleep Medicine, od roku 1978 do 1990 zarządzała egzaminami lekarskimi z zakresu zaburzeń snu. W 1989 roku American Board of Sleep Medicine została powołana do zarządzania badaniami i ostatecznie przejęła wszystkie obowiązki komisji egzaminacyjnej w 1991 roku – Stowarzyszenia Centrum Zaburzeń Snu. American Board of Sleep Medicine nie zezwala na wykonywanie zawodu lekarza o specjalności zburzenia snów bez licencji medycznej.

## Międzynarodowa Klasyfikacja Zaburzeń Snu
Utworzona w 1990 roku przez American Academy of Sleep Medicine (z pomocą Europejskiego Towarzystwa Badań nad Snem, Japanese Society of Sleep Research i Ameryki Łacińskiej Sleep Society), Międzynarodowej Klasyfikacji Zaburzeń Snu jest podstawowym odniesieniem dla naukowców i diagnostów. Zaburzenia snu są podzielone na cztery odrębne kategorie: parasomnie; dyssomnie, zaburzenia snu związane z chorobami psychicznymi, neurologicznych lub innych chorób oraz zaburzeń snu, które nie mają wystarczającej ilości danych muszą być traktowane jako ostateczne zaburzenia snu. ICSD stworzył całościowy opis dla każdego zaburzenia snu z poniższych informacji.

## Leczenie
Terapia zaburzeń snu, w oparciu o holistyczne pojmowanie człowieka, korzysta z osiągnięć nauk medycznych i społecznych.
- Psychoterapia - najczęściej w przypadku zaburzeń snu korzysta się z nurtu poznawczo-behawioralnego, w którym kładzie się nacisk na wyeliminowanie złych nawyków, niekorzystnych zachowań związanych ze snem. Terapia ta ma również za zadanie wyedukować osobę cierpiącą z powodu zaburzeń snu oraz wypracować korzystne dla snu nawyki, zgodnie z zasadami higieny snu. W przypadku różnego rodzaju zaburzeń można korzystać z innych nurtów psychoterapeutycznych, np. z psychoanalizy w przypadku koszmarów sennych, bądź z logoterapii w przypadku bezsenności spowodowanej kryzysem egzystencjalnym.
- Leczenie zabiegowe (inwazyjne i nieinwazyjne, chirurgiczne) to typowe zabiegi mechaniczne, które są wykorzystywane przede wszystkim do zmniejszenia lub wyeliminowania chrapania. Zabiegi chirurgiczne w leczeniu chrapania to usztywnienie podniebienia miękkiego poprzez uwulopalatoplastykę i uwulektomię, natomiast nieinwazyjne procedury obejmują ciągłe podtrzymywanie nadciśnienia w drogach oddechowych; stosowane są również szyny protruzyjne, utrzymujące żuchwę i język w pozycji pozostawiającej otwartą tchawicę (w przypadku zaburzeń oddychania w czasie snu). Inne zabiegi mogą dotyczyć zabezpieczeniu zębów poprzez specjalistyczny aparat (w przypadku bruksizmu)[9].
- Leczenie farmakologiczne najczęściej stosuje się przy bezsenności lub nadmiernej senności w ciągu dnia. Istnieje sześć rodzajów leków stosowanych w leczeniu zaburzeń snu: leki przeciwdrgawkowe, anty-narcoleptics, przeciwparkinsonowskie, benzodiazepiny, stymulator receptora melatoniny, niebenzodiazepinowe leki nasenne oraz opiaty opiatów. Leki przeciwpadaczkowe, przeciwparkinsonowskie i opiaty są często stosowane w leczeniu zespołu niespokojnych nóg. Ponadto melatonina, benzodiazepiny nasenne, i nasennych benzodiazepin nie są stosowane w leczeniu bezsenności. Wreszcie anty-narcoleptics pomagają w leczeniu narkolepsji i nadmiernej senności w dzień.

Szczególnie interesujące są leki, które zmniejszają benzodiazepiny bezsenność przez zwiększenie efektywności GABA. GABA zmniejsza pobudliwość neuronów poprzez zwiększenie progu wypalania. Benzodiazepiny powodują, że receptor GABA, aby lepiej wiązał się z GABA, co pozwala na leczenie w celu wywołania snu.
Procedury te  są wykonywane po terapii behawioralnej, która nie powiodła się u pacjenta.